# La Porcherie
La Porcherie é uma comuna francesa na região administrativa da Nova Aquitânia, no departamento de Alto Vienne. Estende-se por uma área de 31,34 km². Em 2010 a comuna tinha 515 habitantes (densidade: 16,4 hab./km²).